# Millières (Manche)
Millières település Franciaországban, Manche megyében. Lakosainak száma 760 fő (2022. január 1.). Millières Vesly, La Feuillie, Muneville-le-Bingard, Périers, Saint-Patrice-de-Claids, Saint-Sauveur-Villages és Lessay községekkel határos.

## Népesség
A település népességének változása:
| Lakosok száma | 590  | 542  | 560  | 559  | 781  | 788  | 799  | 776  | 765  | 760  |
|               | 1968 | 1982 | 1990 | 2006 | 2013 | 2015 | 2017 | 2019 | 2020 | 2022 |